# Esame del sudore
Codificato per la prima volta nel 1959 da Gibson e Cooke, l'esame del sudore (o test del sudore) rappresenta uno degli esami più importanti per la diagnosi della Fibrosi cistica. Il sudore, prelevato dopo aver indotto la sudorazione in una piccola zona di cute del paziente, mediante somministrazione di pilocarpina, viene analizzato principalmente secondo due metodi: il metodo di Gibson e Cooke e il metodo conduttivimetrico.

## Indicazioni
Il test viene effettuato prevalentemente a:
- Bambini con familiarità per Fibrosi Cistica;
- Bambini con screening neonatale positivo;
- In caso di manifestazioni cliniche strettamente correlate con la Fibrosi Cistica come l'ileo da meconio, infezioni respiratorie ricorrenti, ritardo di crescita, sintomi gastrointestinali e sudore salato.

## Metodo di Gibson e Cooke
Questo metodo, che può essere eseguito ambulatorialmente in centri di riferimento regionali (i laboratori autorizzati hanno un numero minimo di 200 controlli cadaun operatore all'anno), permette la determinazione quantitativa dei sali (sotto forma di ioni cloro o cloro e sodio) presenti nel sudore. La quantità di sudore raccolta deve essere almeno 100 mg.

### Prima Fase: Induzione della sudorazione
Per favorire la sudorazione si sfrutta l'azione della pilocarpina, principio attivo ad azione parasimpaticomimetica, e di una corrente elettrica (intensità pari a 1mA) che scorre tra due elettrodi applicati alla cute del paziente, in genere su un avambraccio. Uno dei due elettrodi appoggia su un piccolo pezzo di carta assorbente imbevuto di principio attivo.
Durata della prima fase: 5 minuti

### Seconda Fase
Nella fase successiva il sudore verrà raccolto sfruttando della garza assorbente fissata alla porzione di cute dove era stata applicata la pilocarpina. Per tutto questo tempo il paziente è libero di muoversi.
Durata della seconda fase: 30 minuti

### Terza Fase
Si pesa la garza imbevuta di sudore e si sottrae la cifra ottenuta al peso della garza asciutta rilevato prima dell'applicazione: così facendo si ottiene una misura indiretta della quantità di sudore da analizzare

## Metodo conduttivimetrico
Anche questo metodo prevede la stimolazione della sudorazione sempre con pilocarpina in una piccola area di cute.

### Sistema Macroduct
Prevede la raccolta del sudore in un capillare e successiva determinazione della concentrazione di equivalenti di NaCl nel sudore.

### Sistema Nanoduct
Prevede la determinazione diretta, nel sito di stimolazione, della concentrazione di equivalenti di NaCl nel sudore.

## Interpretazione dei risultati
Il test si può eseguire a partire da circa 6 settimane di vita del bambino.
Il valore normale di Cloro nel sudore è inferiore a 60 mEq/l. Nei neonati il valore normale di Cloro è inferiore a 40 mEq/l.
| Cloro                       | Significato                        | Provvedimenti                     |
| <30 mEq/l                   | Test negativo: paziente non malato | nessuno                           |
| 30 mEq/l < Cloro < 60 mEq/l | Test dubbio                        | Ripetere il test fino a tre volte |
| >60 mEq/l                   | Test positivo: paziente malato     | inviare in centro di riferimento  |